# Sainte-Suzanne (Mayenne)
Sainte-Suzanne és un municipi francès situat al departament de Mayenne i a la regió de País del Loira. L'any 2007 tenia 959 habitants.

## Demografia

### Població
El 2007 la població de fet de Sainte-Suzanne era de 959 persones. Hi havia 416 famílies de les quals 136 eren unipersonals (76 homes vivint sols i 60 dones vivint soles), 136 parelles sense fills, 124 parelles amb fills i 20 famílies monoparentals amb fills.
La població ha evolucionat segons el següent gràfic:
Habitants censats

### Habitatges
El 2007 hi havia 540 habitatges, 413 eren l'habitatge principal de la família, 72 eren segones residències i 55 estaven desocupats. 474 eren cases i 35 eren apartaments. Dels 413 habitatges principals, 273 estaven ocupats pels seus propietaris, 131 estaven llogats i ocupats pels llogaters i 9 estaven cedits a títol gratuït; 35 tenien una cambra, 25 en tenien dues, 71 en tenien tres, 103 en tenien quatre i 179 en tenien cinc o més. 247 habitatges disposaven pel capbaix d'una plaça de pàrquing. A 179 habitatges hi havia un automòbil i a 170 n'hi havia dos o més.

### Piràmide de població
La piràmide de població per edats i sexe el 2009 era:
| Homes | Edats   | Dones |
| ----- | ------- | ----- |
| 0     | 95 o +  | 0     |
| 4     | 90 a 94 | 24    |
| 12    | 85 a 89 | 32    |
| 16    | 80 a 84 | 8     |
| 32    | 75 a 79 | 44    |
| 24    | 70 a 74 | 44    |
| 28    | 65 a 69 | 20    |
| 20    | 60 a 64 | 24    |
| 32    | 55 a 59 | 12    |
| 36    | 50 a 54 | 28    |
| 28    | 45 a 49 | 32    |
| 20    | 40 a 44 | 32    |
| 40    | 35 a 39 | 28    |
| 24    | 30 a 34 | 32    |
| 32    | 25 a 29 | 24    |
| 28    | 20 a 24 | 16    |
| 24    | 15 a 19 | 28    |
| 28    | 10 a 14 | 36    |
| 28    | 5 a 9   | 28    |
| 28    | 0 a 4   | 24    |

## Economia
El 2007 la població en edat de treballar era de 572 persones, 422 eren actives i 150 eren inactives. De les 422 persones actives 399 estaven ocupades (221 homes i 178 dones) i 23 estaven aturades (8 homes i 15 dones). De les 150 persones inactives 62 estaven jubilades, 44 estaven estudiant i 44 estaven classificades com a «altres inactius».

### Ingressos
El 2009 a Sainte-Suzanne hi havia 423 unitats fiscals que integraven 983 persones, la mediana anual d'ingressos fiscals per persona era de 16.154 €.

### Activitats econòmiques
Dels 44 establiments que hi havia el 2007, 1 era d'una empresa extractiva, 2 d'empreses alimentàries, 3 d'empreses de fabricació d'altres productes industrials, 4 d'empreses de construcció, 3 d'empreses de comerç i reparació d'automòbils, 4 d'empreses de transport, 6 d'empreses d'hostatgeria i restauració, 2 d'empreses financeres, 2 d'empreses immobiliàries, 7 d'empreses de serveis, 6 d'entitats de l'administració pública i 4 d'empreses classificades com a «altres activitats de serveis».
Dels 14 establiments de servei als particulars que hi havia el 2009, 1 era una gendarmeria, 1 oficina de correu, 1 una oficina bancària, 1 paleta, 1 guixaire pintor, 1 lampisteria, 1 electricista, 1 empresa de construcció, 2 perruqueries, 3 restaurants i 1 saló de bellesa.
Dels 2 establiments comercials que hi havia el 2009, 1 era una fleca i 1 una carnisseria.
L'any 2000 a Sainte-Suzanne hi havia 49 explotacions agrícoles que ocupaven un total de 992 hectàrees.

## Equipaments sanitaris i escolars
El 2009 hi havia 1 farmàcia i 1 ambulància.
El 2009 hi havia 2 escoles elementals.

## Poblacions més properes
El següent diagrama mostra les poblacions més properes.